# John Cage
John Milton Cage Jr., cunoscut mai ales ca John Cage (n. 5 septembrie 1912, Los Angeles, California, SUA – d. 12 august 1992, New York City, New York, SUA), a fost un compozitor, teoretician al muzicii, artist și filozof american. Pionier al nedeterminării în muzică, al muzicii electroacustice și al utilizării non-standard a instrumentelor muzicale, Cage a fost una dintre figurile cele mai importante ale avangardei artistice postume celui de-Al doilea război mondial. 
Este considerat de critici ca fiind unul dintre cei mai importanți compozitori ai secolului 20.

## Biografie
Fiu al unui inventator din Los Angeles, Cage a urmat mai întâi cursurile unui seminar teologic pentru ca ulterior să studieze arhitectura în Europa și în Statele Unite. După anul 1933, a luat lecții de compoziție sub îndrumarea lui Henry Dixon și a lui Arnold Schönberg. S-a căsătorit în anul 1935, cu Xenia Kaschewarow, la data încheierii căsătoriei studentă la bele-arte, de care avea să divorțeze doi ani mai târziu.

## Muzică
- First Construction in Metal (1939)
- Living Room Music (1940)
- Credo In Us (1942)
- Music for Marcel Duchamp (1947)
- Sonates et interludes (1948)
- Music of Changes (1951)
- 4'33 (1952)
- Radio Music (1956)
- Fontana Mix (1958)
- Cartridge Music (1960)
- Variations II (1961)
- 0'00 (4'33" No.2) (1962)
- Cheap Imitation (1969)
- HPSCHD (1969)
- Branches (1976)
- Litany for the Whale (1980)
- Ryoanji (1983)
- But What About the Noise of Crumpling Paper (1985)
- As SLow aS Possible (1985)
- Organ²/ASLSP (As SLow aS Possible) (1987)
- Europeras 1 & 2 (1987)
- Four6 (1992)

## Muzicieni interpreți
Michael Bach, Boris Berman,  Leonard Bernstein, Sven Birch, Stephen Drur, Armin Fuchs, Louis Goldestein, Herbert Henck, Martine Joste, Evi Kyriazidou, Cosimo Damiano Lanza, James Levine, Alexeï Lubimov, Bobby Mitchell, Joshua Pierce, Giancarlo Simonacci, Margaret Leng Tan, Adam Tendler, John Tilbury, Roger Zahab.